# Shopping Sur
El Shopping Sur fue el primer centro comercial de Argentina, abriendo el camino para lo que en la década de 1990 se fue masificando.
Inaugurado el 2 de diciembre de 1986, el complejo contaba con 98 locales de los más variados rubros, una pista de patinaje, una granja con animales, estacionamiento para dos mil autos y un boliche bailable llamado Soho.
En su época de esplendor, por sus 50 000 metros cuadrados de superficie cubierta pasaban alrededor de 800 000 personas por mes. El complejo ocupó el predio donde funcionaba el viejo "Frigorífico La Negra" (que perteneciera a la Corporación de Productores de Carnes -CAP-) que estaba allí desde el año 1884, en la calle Pavón 299 en el partido bonaerense de Avellaneda. La parte trasera del predio daba al Riachuelo.
Aquella gran edificación se conservó y con una serie de remodelaciones, que significó una inversión de tres millones de dólares, la estructura quedó ambientada como un paseo de compras y entretenimientos. El Shopping Sur comenzó utilizando los primeros 2 pisos con juegos para niños y amplios locales de compras (Quarry Jeans, Musimundo, Mundo del Juguete, Pumper Nic, etc.) y hasta tuvo un supermercado propio denominado Ecomax. Luego aumentó la oferta de entretenimiento, instalando más cantidad de juegos e instalaciones recreativas y que pasó a llamarse Shoppylandia.

## Shoppylandia
Para los más chicos, Shoppylandia fue toda una novedad. En sus tres pisos cubiertos, podían disfrutar de juegos al estilo Disneylandia, pasear por el túnel del tiempo en el Tren Argentino, visitar la granja de “Shoppy”, la mascota del lugar, para dar de comer a los más de 200 animales que la formaban, recorrer la mini Argentina y jugar al golfito, entre otras tantas actividades que proponía.
En el hall central existía una pista de patinaje sobre hielo, para luego de ciertas reformas, pasar a tener el primer simulador Venturer del país, que se trataba de una nave con movimientos robóticos sincronizados con la película para logar el efecto de simulación de la realidad en los pasajeros que lo montaban. Junto con una pileta de botes chocadores y una sillas voladoras para niños, integraban el conjunto de atracciones del hall central.
En planta baja, en la parte trasera del edificio, estaba la atracción América, que se trataba de un bote con capacidad para diez pasajeros que recorría un canal de agua, pasando por diversos sectores tematizados con diferentes países del continente. El canal de agua era propulsado por un gran molino de aspas rojas que se encontraba en la estación de abordaje.
También en planta baja, y ya en la parte exterior trasera del edificio, justo al borde con el Riachuelo, existía una montaña rusa acuática llamada Colorado River Splash. Este fue uno de los últimos juegos a agregarse a la lista de Shoppylandia antes de su cierre. Se trataba de un bote para cuatro personas que recorría un canal de agua. Este poseía una caída de gran altura, lo que provocaba una ola de agua que salpicaba a los pasajeros del bote y al público visitante.
En el primer piso se encontraba El Galeón del Pirata que era un recorrido por el interior de un barco pirata en el cual los pisos paredes y diversos compartimientos estaban fuera de escuadra y con ayuda de luces y ambientación, se lograban diversos efectos visuales.
También en el primer piso, se hallaba la Mina Abandonada que era una montaña rusa a oscuras, y simulaba un viaje por profundas minas y rocas marrones.
En el tercer piso en donde estaban ubicados un Mini Golf, una granja con exhibición de piedras preciosas, una sala de trenes a escala, una pista de cuatriciclos y una de mini motos, se asemejaba mucho más al viejo frigorífico ya que no había sido modificado. Se trataba del depósito del frigorífico con sus columnas y ventanales con dichas atracciones montadas sobre el mismo espacio. También en este nivel, se encontraba el tren fantasma, el cual poseía un intrincado laberinto de ingreso, recorrido por pasillos largos de azulejos blancos, y sus coches eran para dos personas. Otra atracción era el Tren de Frente, que constaba de una sincronización del carro con sonido y luces, recreando el choque de frente con un tren a toda velocidad.
La entrada, contaba con un estacionamiento amplio con una pista en óvalo con autos eléctricos a un costado, “la montaña rusa del Dragón”, entre otros. Tenían varias casetas para la compra de tickets para atracciones o bien la pulsera que permitía el acceso libre a los juegos.
Luego de que cerrara el famoso Italpark en el año 1990, muchos de sus juegos fueron instalados en el estacionamiento del Shopping Sur (Shoppylandia), más precisamente del lado del terraplén del ferrocarril. Entre ellos el Samba, el Twister, la Locura de Tazas y varios juegos de kermesse. Además, en su interior, contaba con una sala de cine teatro donde se podía ver teatro infantil, como por ejemplo las comedia llevadas a cabo por el artista y director Daniel Giannetti junto a un elenco extraordinario de actores presentado por un singular abuelito.

## Fin del Shopping Sur
Cuando otros centros comerciales comenzaban a ver la luz en todo el país, este gigante pionero cerró sus puertas el 10 de enero de 1997, cediendo el terreno a la empresa Carrefour, y en ese espacio vecino al Riachuelo, la constructora Gualtieri demolió el complejo levantando en su lugar un Hipermercado Carrefour (posteriormente Carrefour Maxi).